# Verbesina perfoliata
Verbesina perfoliata là một loài thực vật có hoa trong họ Cúc. Loài này được Sessé & Moc. miêu tả khoa học đầu tiên năm 1894.